# Thomas Chrowder Chamberlin
Thomas Chrowder Chamberlin (Mattoon, Illinois, 25 de setembro de 1843 – Chicago, 15 de novembro de 1928) foi um geólogo estadunidense.
De 1873 a 1882 foi professor do Beloit College em Wisconsin. Também trabalhou no Serviço Geológico dos Estados Unidos. De 1887 a 1892 foi presidente da Universidade do Wisconsin, de 1892 a 1918 foi professor da Universidade de Chicago
Chamberlin desenvolveu a teoria planetesimal, aprimorada por Forest Ray Moulton. Fundou em 1893 o Journal of Geology, do qual foi editor durante muitos anos. Em 1901 foi eleito membro da Academia de Artes e Ciências dos Estados Unidos. Foi o primeiro a receber a Medalha Penrose da Sociedade Geológica da América, em 1927.

## Obras
- Outline of a Course of Oral Instruction (1872)
- Geology of Wisconsin (1877)
- The method of multiple working hypotheses. Science. v. 15:92–96
- Contribution to the Theory of Glacial Motion. (1904)
- com Rollin D. Salisbury: Geology (3 Volumes, 1907-09)
- The Origin of the Earth (1916)
- The Two Solar Families (1928)